# 首都高速2号目黒線
首都高速2号目黒線（しゅとこうそく2ごうめぐろせん）は、東京都港区の一ノ橋ジャンクション（JCT）で都心環状線から分岐し、南麻布、上大崎、西五反田を経由して、品川区荏原・戸越出入口へ至る、全長約6 kmの首都高速道路の路線である。

## 概要
法定路線名である「都道首都高速2号線」は東京都中央区銀座8丁目（東京高速道路接続部） - 港区東新橋1丁目（汐留ジャンクション）および港区海岸1丁目（浜崎橋ジャンクション） - 品川区戸越1丁目の8.5km、「都道首都高速2号分岐線」は港区麻布十番（一ノ橋ジャンクション） - 港区六本木3丁目（谷町ジャンクション）の1.5kmを結ぶ路線である。このうち、一般には東京高速道路接続部 - 汐留JCT間を首都高速八重洲線、浜崎橋JCT - 一ノ橋JCT - 谷町JCT間を首都高速都心環状線、一ノ橋JCTから戸越出入口までを「首都高速2号目黒線」と呼称する。本項では「首都高速2号目黒線」に相当する部分について説明する。
都心環状線は浜崎橋JCTから一ノ橋JCTまで古川上部を高架で進んできたが、一ノ橋JCTから天現寺出入口付近までの2号目黒線は引き続き古川の上を高架で南進する。一ノ橋JCT付近の当初計画では高速道路予定地が川沿いの民有地にかかっていたため、高架を上下2段にすることにより用地の買収を大幅に減じた。天現寺出入口付近から旧白金三光町付近までは民有地を買収した区間になり、その先は外苑西通りから国立科学博物館附属自然教育園に差し掛かる。園内の生態系に及ぼす影響を最小限に収めるため線形を最も西側に寄せ、当初は園内中央を南北に貫く計画であった外苑西通りも、首都高速の下をトンネルで通過する構造に改めた。自然教育園に架かる部分では文部当局の要請で樹木のみならず雑草、苔類に至るまで移植が行われた。この区間の高架の道路照明灯はポール形式をやめ、高欄に照明器具を設置している。目黒駅東側で目黒通りを跨ぐ区間はプレストレスト・コンクリート3径間連続箱桁橋で、桁下の街路の交通を支障しないよう支保工を設けず、桁を徐々に張り出すプレキャスト・ブロック工法が採用された。この目黒高架橋は創設初年度である1966年度の土木学会田中賞作品賞を受賞している。目黒駅と五反田駅の間で山手線を越え、西五反田6丁目付近で直進し第二京浜に接続する戸越出入口と、南西に逸れ中原街道に接続する荏原出入口とに分かれる。正式な終点は戸越出入口であり、荏原出口のランプウェイは戸越出入口への本線をオーバーパスする。
1号上野線とともに、都心環状線以外の高速道路と接続しない路線である（中央環状線と交差しているが、接続はしていない）ため、首都高速の路線の中では交通量が少なく、渋滞も滅多に発生しない。また本路線内には戸越・荏原方面の出入口が存在しないため、本路線のみの利用はできない。
また、路線全体が週末の大型貨物乗入規制の基準である環七通りより内側にあり、かつ終点の戸越出入口・荏原出入口も規制区域内のため、土曜夜10時から日曜朝7時まで、全線に亘り大型貨物自動車の通行が禁止されている。
「目黒線」という路線呼称であるものの、目黒区は通っていない。

## 路線番号
2

## 出入口など

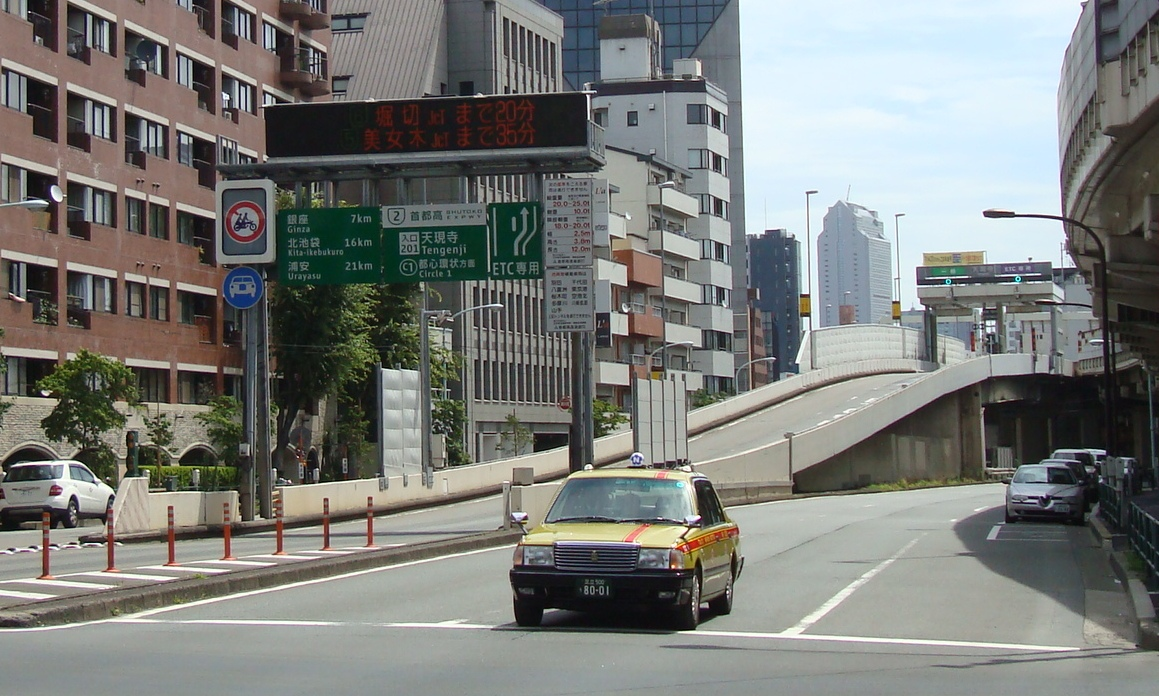
天現寺ランプ

- 全線東京都内に所在。

| 出入口 番号           | 施設名       | 接続路線名            | 起点 から (km) | 備考                   | 所在地 |
| --------------------- | ------------ | --------------------- | -------------- | ---------------------- | ------ |
| -                     | 一ノ橋JCT    | 都心環状線            | 0.0            |                        | 港区   |
| 201                   | 天現寺出入口 | 明治通り              | 1.8            | 銀座・北池袋方面出入口 | 港区   |
| -                     | 白金TB       | -                     |                | 銀座・北池袋方面       | 港区   |
| 203                   | 目黒出入口   | 北品川四谷線 目黒通り | 3.6            | 銀座・北池袋方面出入口 | 港区   |
| 207                   | 荏原出入口   | 都道2号中原街道       | 5.8            | 銀座・北池袋方面出入口 | 品川区 |
| 205                   | 戸越出入口   | 国道1号第二京浜       | 5.9            | 銀座・北池袋方面出入口 | 品川区 |
| 2号線延伸（候補路線） |              |                       |                |                        |        |

## 歴史
- 1959年（昭和34年）2月26日 : 日本道路公団の一般有料道路「東京都市高速道路 都道銀座大崎線」の一部として工事開始[6]（のち首都高速道路公団の設立に伴い引き継ぎ）。
- 1967年（昭和42年）9月30日 : 一ノ橋JCT - 戸越出入口開通、全線開通。

## 交通量
24時間交通量（台）　道路交通センサス
| 区間                      | 平成17（2005）年度 | 平成22（2010）年度 | 平成27（2015）年度 |
| ------------------------- | ------------------ | ------------------ | ------------------ |
| 一ノ橋JCT - 天現寺出入口  | 44,999             | 53,331             | 49,524             |
| 天現寺出入口 - 目黒出入口 | 44,999             | 44,813             | 37,858             |
| 目黒出入口 - 荏原出入口   | 44,999             | 28,148             | 23,786             |
| 荏原出入口 - 戸越出入口   | 44,999             | 28,148             | 23,786             |

（出典：「平成22年度道路交通センサス」・「平成27年度全国道路・街路交通情勢調査」（国土交通省ホームページ）より一部データを抜粋して作成）
- 令和2年度に実施予定だった交通量調査は、新型コロナウイルスの影響で延期された[7]。

## 2号線延伸
東京都市計画審議会の高速道路調査特別委員会は、1968年までに2号線の延伸計画として、第三京浜道路 （国道466号）と接続する路線について審議を行い、「2号線延伸」の名称で地域高規格道路の候補路線に指定したが、現時点で延伸方向を含めた具体的な計画は決定していない。
現在計画中の東京外かく環状道路が第三京浜道路と交差する方針で進められているが、同道路が多摩川の南北どちらを通るのか決定していないため、それが確定しなければ2号線延伸計画の作成自体が困難なのではないかとする指摘もある。